# آيت احساين (دير القصيبة)
آيت احساين هي إحدى مشيخات المملكة المغربية، تتبع جغرافيا لإقليم بني ملال وإداريًا لدير القصيبة. يقدر عدد سكانها بـ 1617 نسمة حسب الإحصاء الرسمي للسكان والسكنى لسنة 2004.